# Зоммер, Эльке
Эльке Зо́ммер (нем. Elke Sommer; род. 5 ноября 1940[…], Берлин) — американская актриса немецкого происхождения. Лауреат премии «Золотой глобус» за лучший дебют.

## Биография
Родилась в семье пастора. Фамилия при рождении — Шлец.
В 1958 году выиграла конкурс Мисс Виареджо. Её победа вышла практически случайной, потому как Эльке с матерью находились там на отдыхе. С 1958 года актриса (под псевдонимом Зоммер).
В 1962 году сыграла свою первую роль в Голливуде. В 1964 году перебралась в США на постоянное место жительства. С 1966 года под псевдонимом Э. Шварц пробует себя как художник. Проживает в Лос-Анджелесе.

## Личная жизнь
19 ноября 1964 года вышла замуж за Джо Хайамса в Лас-Вегасе. Они развелись в 1991 году. 29 августа 1993 года вышла замуж за Уолтера Вольфа в Франконии.

## Избранная фильмография
| Год  |   | Русское название     | Оригинальное название    | Роль                 |
| ---- | - | -------------------- | ------------------------ | -------------------- |
| 1963 | ф | Нобелевская премия   | The Prize                | Ингер Лиза Андерссон |
| 1963 | ф | Победители           | The Victors              | Хельга Метцгер       |
| 1964 | ф | Выстрел в темноте    | A Shot In The Dark       | Мария Гамбрелли      |
| 1964 | ф | Среди коршунов       | Unter Geiern             | Энни Дилман          |
| 1968 | ф | Команда разрушителей | The Wrecking Crew        | Линка Каренски       |
| 1974 | ф | Десять негритят      | And Then There Were None | Вера Клайд           |